# Iljinskoje-Chowanskoje
Iljinskoje-Chowanskoje (russisch Ильи́нское-Хова́нское) ist eine Siedlung städtischen Typs in der Oblast Iwanowo in Russland mit 3426 Einwohnern (Stand 14. Oktober 2010).

## Geographie
Der Ort liegt etwa 75 km Luftlinie westlich des Oblastverwaltungszentrums Iwanowo. Einige Kilometer östlich fließt der linke Nerl-Nebenfluss Uchtoma.
Iljinskoje-Chowanskoje ist Verwaltungszentrum des Rajons Iljinski sowie Sitz der Stadtgemeinde Iljinskoje gorodskoje posselenije, zu der außerdem die 19 umliegenden Dörfer Alexejewskoje, Derewenki, Fedjakowo, Fjodorowskoje, Frolzewo, Gari, Koltschigino, Maurino, Nasornoje, Nikitinskoje, Nikolskoje, Penja, Poljanki, Redrikowo, Schirjajewo, Schumjatino, Spirki, Stonjatino und Werigino gehören.

## Geschichte
Der Ort wurde erstmals 1619 urkundlich erwähnt, als er durch Ukas des Zaren Michail I. in den Besitz des Fürsten Dmitri Poscharski gelangte. Ab Ende des 18. Jahrhunderts gehörte er zum Ujesd Rostow des Gouvernements Jaroslawl und wurde Sitz einer Wolost.
Am 10. Juni 1929 wurde Iljinskoje-Chowanskoje Verwaltungssitz eines neu geschaffenen Rajons. 1979 erhielt der Ort den Status einer Siedlung städtischen Typs.

### Bevölkerungsentwicklung
| Jahr | Einwohner |
| ---- | --------- |
| 1897 | 1335      |
| 1939 | 1907      |
| 1959 | 2221      |
| 1970 | 2474      |
| 1979 | 3433      |
| 1989 | 4310      |
| 2002 | 3768      |
| 2010 | 3426      |

Anmerkung: Volkszählungsdaten

## Verkehr
Nördlich wird Iljinskoje-Chowanskoje von der Regionalstraße 24K-260 umgangen, die von Iwanowo über Teikowo zur Grenze der Oblast Jaroslawl führt, dort weiter als 78K-0045 zur gut 30 km nordwestlich verlaufenden föderalen Fernstraße M8 Moskau – Jaroslawl – Archangelsk nördlich von Rostow.
Die nächstgelegenen Bahnstationen befinden sich in Rostow an der Strecke Moskau – Jaroslawl und im 50 km östlich gelegenen Teikowo an der Strecke Alexandrow – Iwanowo.